# Sidi Aayad
Sidi Aayad (franska: Sidi Aayad (CR), Sidi Aayad (Commune Rurale), arabiska: امزيزل) är en kommun i Marocko.   Den ligger i provinsen Midelt och regionen Drâa-Tafilalet, 280 km sydost om huvudstaden Rabat. Antalet invånare är 7 424.